# Columnea fawcettii
Columnea fawcettii là một loài thực vật có hoa trong họ Tai voi. Loài này được (Urb.) C.V.Morton mô tả khoa học đầu tiên năm 1944.